# Écurie Aga Khan
L'écurie Aga Khan est une écurie de chevaux de course participant aux courses hippiques de plat appartenant à Karim Aga Khan IV (1936-2025), chef spirituel des Ismaéliens,,,. C'est l'une des écuries les plus célèbres du monde des courses.

## Histoire

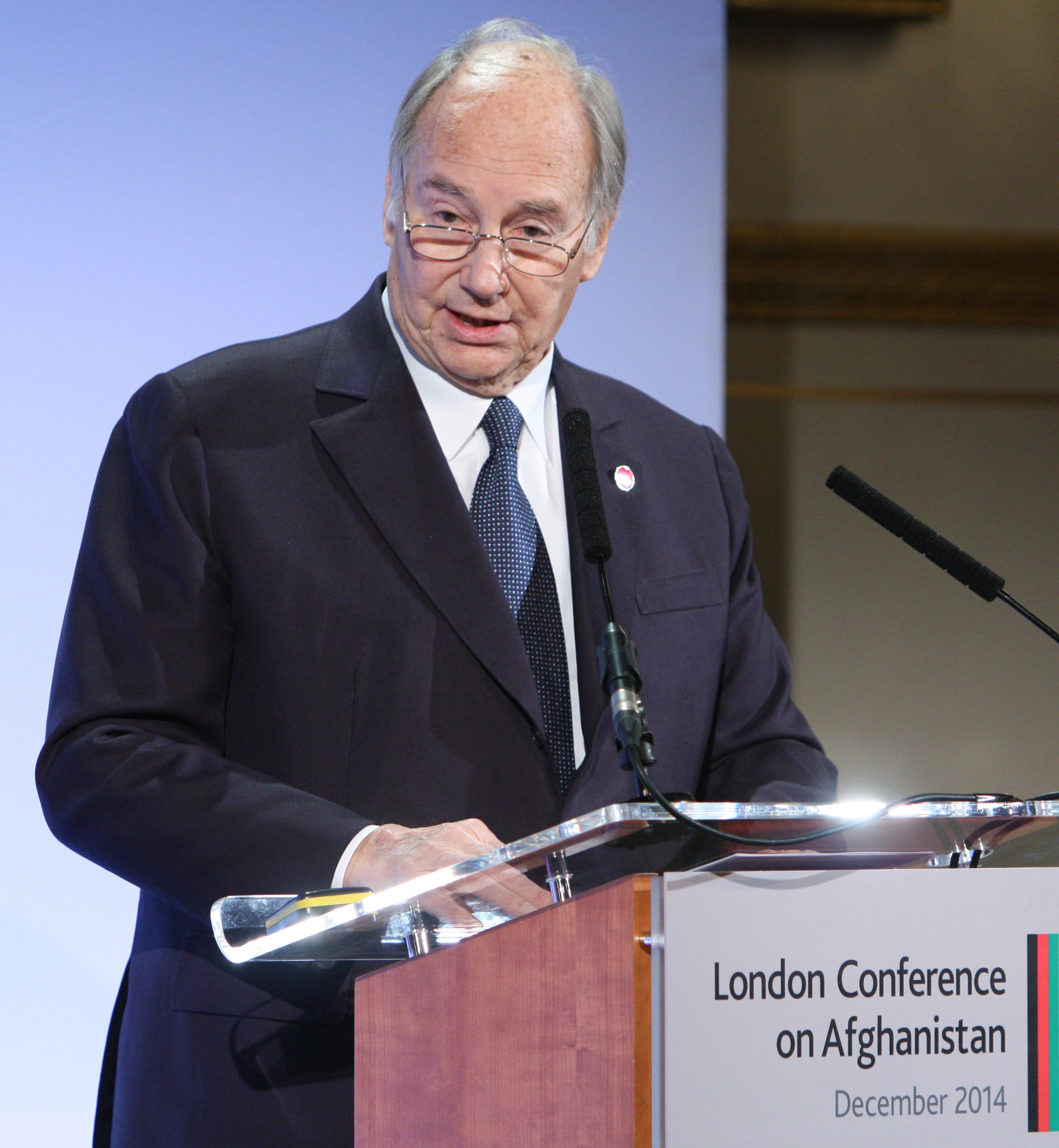
Karim Aga Khan IV en 2014

L'Aga Khan III, le grand-père de Karim Aga Khan, fut l'un des plus grands propriétaires de la première moitié du XXe siècle, et les premiers représentants de la casaque (à l'époque cerclée vert et chocolat) foulèrent les pistes en 1922. L'écurie remporte entre autres deux fois le Prix de l'Arc de Triomphe (Migoli en 1948 et Nuccio en 1952) ou la Triple couronne britannique en 1935 avec Bahram, et Nasrullah, l'un des plus influents étalons du siècle, est élevé dans le haras de l'Aga Khan III. Lorsque celui-ci meurt en 1957, son héritage saute une génération puisque son fils Ali Khan, vedette de la jet set, n'est pas jugé digne de lui succéder étant donné sa vie tumultueuse. C'est donc le jeune prince Karim, 21 ans, qui hérite de la charge d'imam des Ismaéliens et plus tard de l'écurie de courses gérée par son père durant quelques années. Les chevaux sont en France entraînés par François Mathet, qui poursuit son association avec le nouvel Aga Khan jusqu'à sa mort en 1983. Alain de Royer-Dupré devient alors l'entraîneur principal, avant de prendre sa retraite fin 2021 et de confier le site d'Aiglemont à Gouvieux, où est regroupé l'essentiel de l'effectif, à son ancien assistant Francis-Henri Graffard. Deux autres entraîneurs français ont dans leurs boxes des chevaux du prince, Jean-Claude Rouget et Mikel Delzangles. En Irlande, le chevaux sont sous la responsabilité de Michael Halford, Dermot Weld et Johnny Murtagh. La casaque fut portée par certains des plus grands jockeys français tels Yves Saint-Martin, Gérald Mossé, Stéphane Pasquier ou Christophe Soumillon, premier jockey de l'écurie de 2001 à 2009, puis de 2014 à 2022. 
L'Aga Khan est un éleveur-propriétaire, tous les chevaux courant sous ses couleurs sont issus de son élevage, renforcé au tournant des années 80 par le rachat des élevages Dupré et Boussac, les deux plus prestigieux de France. En 2003, il reprend l'écurie et la jumenterie de Jean-Luc Lagardère à la mort de ce dernier. Il possède quatre haras en Irlande et deux en France, les haras de Bonneval et d'Ouilly. Ses couleurs sont casaque verte, toque verte, épaulettes rouges. Parmi les plus grands champions de l'écurie, on peut citer Petite Étoile, Blushing Groom, Shergar, Darshaan, Daylami, Sinndar, Dalakhani ou encore Zarkava. L’œuvre de l'Aga Khan en tant qu'éleveur et propriétaire est récompensée d'un Daily Telegraph Award of Merit en 2000.

## Principales victoires (courses deGroupe 1)
France

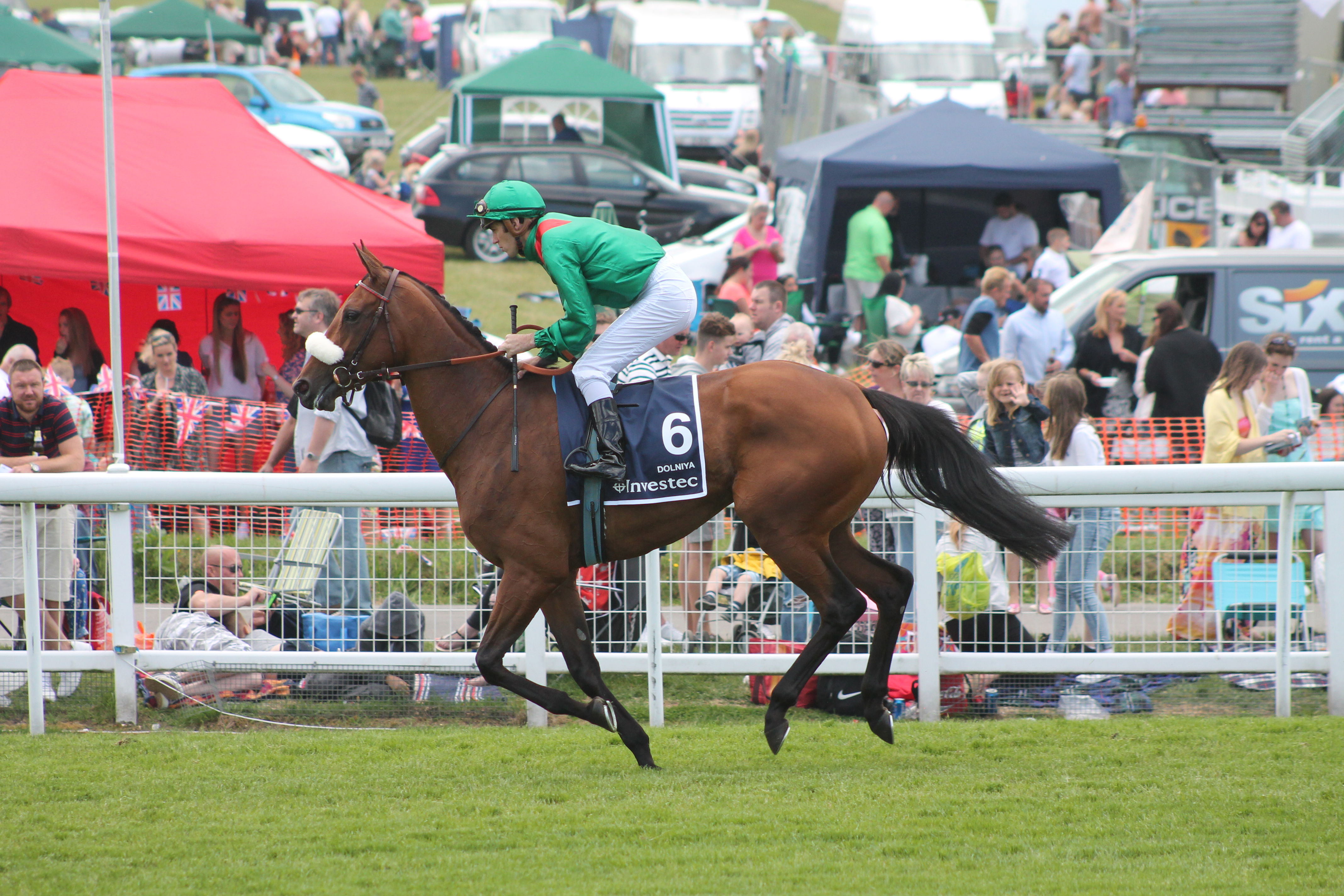
Dolniya et Christophe Soumillon portant la casaque Aga Khan.

- Prix de l'Arc de Triomphe – 4 – Akiyda (1982), Sinndar (2000), Dalakhani (2003), Zarkava (2008)
- Prix du Jockey Club – 8 – Charlottesville (1960), Top Ville (1979), Darshaan (1984), Mouktar (1985), Natroun (1987), Dalakhani (2003), Darsi (2006), Vadeni (2022)
- Prix de Diane – 7 – Shemaka (1993), Vereva (1997), Zainta (1998), Daryaba (1999), Zarkava (2008), Sarafina (2010), Valyra (2012)
- Poule d'Essai des Poulains – 7 – Zeddaan (1968), Kalamoun (1973), Blushing Groom (1977), Nishapour (1978), Ashkalani (1996), Daylami (1997), Sendawar (1999)
- Poule d'Essai des Pouliches – 7 – Masarika (1984), Zalaiyka (1998), Darjina (2007), Zarkava (2008), Ervedya (2015), Rouhiya (2024), Zarigana (2025)
- Prix Saint–Alary – 8 – Cervinia (1963), Behera (1989), Zainta (1998), Vadawina (2005), Sarafina (2010), Sagawara (2012), Vazira (2014), Siyarafina (2019)
- Prix Vermeille – 8 – Sharaya (1983), Darara (1986), Daryaba (1999), Shawanda (2005), Mandesha (2006), Zarkava (2008), Shareta (2012), Tarnawa (2020)
- Grand Prix de Paris – 7 – Charlottesville (1960), Sumayr (1985), Valanour (1995), Khalkevi (2002), Montmartre (2008), Behkabad (2010), Shakeel (2017)
- Prix d'Ispahan – 6 – Jour et Nuit (1964), Silver Shark (1966), Zeddaan (1968), Sendawar (2000), Valixir (2005), Sageburg (2008)
- Grand Prix de Saint–Cloud – 6 – Sheshoon (1960), Shakapour (1980), Akarad (1981), Sarafina (2011), Zarak (2017), Calendagan (2025)
- Prix du Moulin de Longchamp – 5 – Silver Shark (1966), Ashkalani (1996), Sendawar (1999), Darjina (2007), Ervedya (2015)
- Prix de l'Opéra – 5 – Mandesha (2006), Shalanaya (2009), Ridasiyna (2012), Dalkala (2013), Tarnawa (2020)
- Prix Lupin – 4 – Charlottesville (1960), Kalamoun (1973), Top Ville (1979), Dalakhani (2003)
- Prix Royal–Oak – 4 – Ebadiyla (1997), Tiraaz (1998), Vazirabad (2015, 2016)
- Prix Ganay – 4 – Kartajana (1991), Valanour (1996), Astarabad (1998), Dariyan (2016)
- Prix Robert Papin – 3 – Zeddaan (1967), Blushing Groom (1976), Masarika (1983)
- Prix Jean–Luc Lagardère – 3 – Blushing Groom (1976), Danishkada (1986), Siyouni (2009)
- Prix du Cadran – 3 – Tajoun (1999), Alandi (2009), Vazirabad (2017)
- Prix Morny – 2 – Darannour (1962), Blushing Groom (1976)
- Critérium International – 2 – Dalakhani (2002), Carlotamix (2005)
- Prix d'Astarté – 2 – Mandesha (2006), Darjina (2007)
- Prix Marcel Boussac – 2 – Zarkava (2007), Rosanara (2009)
- Prix Jacques le Marois – 1 – Kalamoun (1973)
- Prix de l'Abbaye de Longchamp – 1 – Moubariz (1974)
- Prix de la Salamandre – 1 – Blushing Groom (1976)
- Prix de la Forêt – 1 – Varenar (2009)
- Prix Vicomtesse Vigier – 1 – Candelari (2025)

 Royaume-Uni
- Derby d'Epsom – 5 – Shergar (1981), Shahrastani (1986), Kahyasi (1988), Sinndar (2000), Harzand (2016)
- Oaks – 1 – Ezeliya (2024)
- 2000 Guinées – 1 – Doyoun (1988)
- King George VI & Queen Elizabeth II Diamond Stakes – 4 – Shergar (1981), Alamshar (2003), Azamour (2005), Calandagan (2025)
- Coronation Cup – 2 – Petite Étoile (1961), Daliapour (2000)
- Champion Stakes – 2 – Vayrann (1981), Kalanisi (2000)
- St. James's Palace Stakes – 2 – Sendawar (1999), Azamour (2004)
- Coronation Stakes – 2 – Ervedya (2015), Tahiyra (2023)
- Sussex Stakes – 1 – Venture (1960)
- International Stakes – 1 – Shardari (1986)
- Ascot Gold Cup – 1 – Enzeli (1999)
- Prince of Wales's Stakes – 1 – Azamour (2005)
- Queen Anne Stakes – 1 – Valixir (2005)
- Yorkshire Oaks – 1 – Shareta (2012)
- Eclipse Stakes – 1 – Vadeni (2022)

 Irlande
- Irish Derby – 6 – Shergar (1981), Shahrastani (1986), Kahyasi (1988), Sinndar (2000), Alamshar (2003), Harzand (2016)
- Irish Oaks – 2 – Ebadiyla (1997), Shawanda (2005)
- Irish 1000 Guineas – 1 – Tahiyra (2023)
- Irish St Leger – 2 – Kastoria (2006), Alandi (2009)
- National Stakes – 2 – Manntari (1993), Sinndar (1999)
- Irish Champion Stakes – 2 – Timarida (1996), Azamour (2004)
- Moyglare Stud Stakes – 2 – Edabiya (1998), Tahiyra (2022)
- Matron Stakes – 1 – Tahiyra (2023)

 Allemagne
- Bayerisches Zuchtrennen – 2 – Kartajana (1991), Timarida (1996)
- Grosser Preis von Baden – 1 – Sheshoon (1960)
- Preis von Europa – 1 – Sumayr (1985)

 Italie
- Premio Lydia Tesio – 1 – Khariyda (1987)
- Grand Prix de Milan – 1 – Shamdala (2006)

 États-Unis
- Breeders' Cup Turf – 2 – Lashkari (1984), Tarnawa (2020)
- Beverly D. Stakes – 1 – Timarida (1996)
- Secretariat Stakes – 1 – Bayrir (2012)

 Dubaï
- Dubaï Sheema Classic – 1 – Dolniya (2015)

 Hong Kong
- Hong Kong Vase – 1 – Daryakana (2009)